# Ingálvur av Reyni

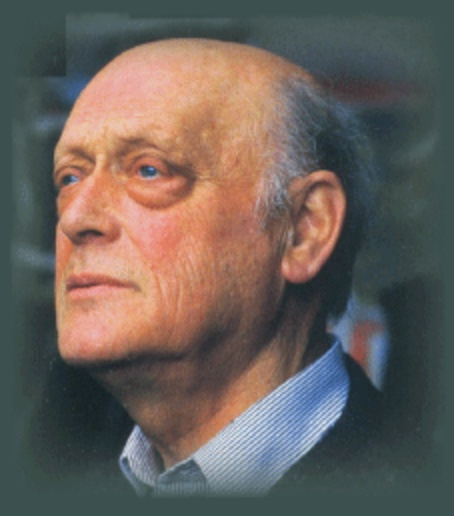
Ingálvur av Reyni

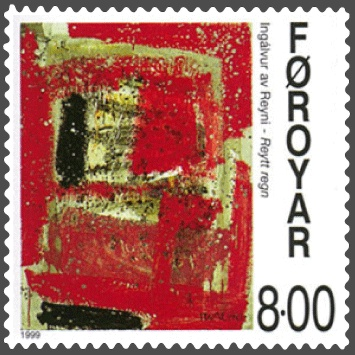
Reytt regn (Roter Regen), 1980, 66×50 cm, Kunstmuseum der Färöer, Briefmarke von 1999

Ingálvur av Reyni [ˈɪngɔlvʊɹ ɛau ˈɹɛinɪ] (* 18. Dezember 1920 in Tórshavn, Färöer; † 26. November 2005 ebenda) war ein färöischer Maler und Grafiker der dort so genannten „zweiten Generation“. Er gilt als einer der führenden Vertreter des nordischen Modernismus im 20. Jahrhundert.
Siehe auch: färöische Kunst

## Jugend
Ingálvur wurde 1920 als dritter und jüngster Sohn des Kaufmanns Jens av Reyni (1886–1948) und Christine Jacobsen (1881–1991) in Tórshavn geboren. Der Familienname av Reyni geht zurück auf Høgareyn, einen Teil der Halbinsel Tinganes. Ursprünglich hießen seine Vorfahren väterlicherseits Jensen, aber um 1910 nahmen sie den Namen nach diesem Stadtteil an – eine auf den Färöern nicht unübliche Vorgehensweise, um die eigenen lokalen Wurzeln zu betonen. Gleichwohl waren die Eltern schon vor seiner Geburt von Høgrareyn in die Niels Finsensgøta Ecke Kongagøta gezogen, wo sein Vater einen Buchladen betrieb.
In diesem Buchladen kam Ingálvur av Reyni frühzeitig in Kontakt mit der bildenden Kunst und fing, wie seine älteren Brüder Jens Pauli und Sigrid, an zu zeichnen. Einige dieser Kinderzeichnungen sind heute noch erhalten. 1933 sah er im Buchladen das erste Mal drei Bilder des färöischen Bildkunst-Pioniers Sámal Joensen-Mikines im Weihnachtsheft Jól í Føroyum. Nach seinem Volksschulabgang 1935 fuhr er als Schiffsjunge zur See, wodurch er u. a. nach Hamburg, Hull und in die Niederlande gelangte. Daheim in Tórshavn begann er eine Buchbinderlehre.
Sein Vater hingegen gab den Buchladen auf, wurde Direktor der ersten färöischen Dampfschiffahrtsgesellschaft, später Vorsitzender der Allgemeinen Versicherungsgesellschaft der Färöer, und schließlich betrieb er mit einem eigenen Unternehmen Überseehandel im größeren Stil.
Im Alter von 16 Jahren war dem jungen Ingálvur bereits klar, dass er Maler werden wolle. Aus jener Zeit stammt sein erstes Ölgemälde Ingutrøð (1937, 14 × 26 cm), welches das Anwesen seiner Großmutter Inga in Tórshavn zeigt. 1938 ging er nach Kopenhagen an Bizzie Høyers Zeichenschule, ab 1942 dann auf die dortige Kunstakademie und ab 1944 zusätzlich auf die Grafische Schule. Beides schloss er 1945 ab. Nach der britischen Besetzung der Färöer im Zweiten Weltkrieg kehrte wieder auf seine Heimatinseln zurück. Sehr viele der färöischen Intellektuellen waren damals gezwungen, die Kriegsjahre im deutsch besetzten Dänemark zu verbringen.
Am 12. Januar 1946 heiratete Reyni in Tórshavn die gleichaltrige Krankenschwester Elsa Petrine Thomsen aus Porkeri. 1947 hatte er seine erste Ausstellung auf den Färöern zusammen mit der Grafikerin Elinborg Lützen.

## Der Maler

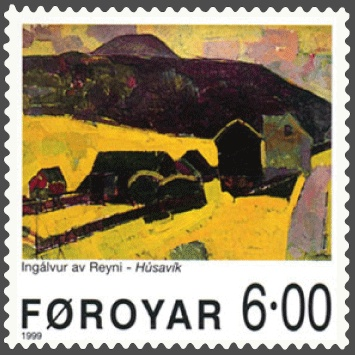
Húsavík, 1954, 76 × 100 cm, Privatbesitz.

Ingálvur av Reyni hat sich in der Folge mit seinem Expressionismus gegen den epischen Inhalt der Kunst seiner Vorgänger aufgelehnt und die Malerei auf neue Wege geführt. Ein klarer koloristischer französischer Ton macht sich in seiner Kunst geltend. Die künstlerischen Wurzeln gehen von Cézanne und Matisse aus.
Manchmal wird Reyni als „der am wenigsten provinzielle färöische Maler“ bezeichnet, der sich als Kosmopolit mit seinem Werk ebenso in jeder x-beliebigen Kunstmetropole dieser Welt behaupten könne. Vordergründig mag dies damit zusammenhängen, dass der unmittelbare Bezug zum färöischen Naturalismus in der typischen Landschaftsmalerei und der Einfluss des „Übervaters“ Sámal Joensen-Mikines nur unwesentlich erkennbar ist.
Die gewaltige Natur, die auf den Färöern unmittelbar auf den Gesichtssinn eines jeden Malers einwirkt, ist aber sehr wohl das allumfassende Thema von Reynis Kunst. Der Unterschied bei ihm: Die Natur wird von innen wahrgenommen, als Strukturen, Klänge, Bruchstücke eines Kosmos, der Möglichkeiten für eine malerische Arbeit mit Formen und Bewegungen, hellen Farben und Rhythmus enthält. Der Ausdruck der Natur wird zum Konzept für eine immer stärker abstrahierende Formensprache. In lichtdurchfluteten Landschaften, Interieurs und Figurenbildern aus den 1940er und 1950er Jahren ist die kubistische Vereinfachung des Motivs charakteristisch. Die Linien und Formen der Natur sind Teil oder Grundlage der kubistisch inspirierten, strengen Komposition des Bildes, die von allen irrelevanten Elementen befreit ist. Das Kunstwerk wird gleichzeitig zu einem Bild der inneren und äußeren Wirklichkeit. Immer stärkere Kontrastfarben werden gegenübergestellt, bis zum Ende der 1950er Jahre ein Höhepunkt in dem gewagten Gegenspiel von Komplementärfarben erreicht wird.

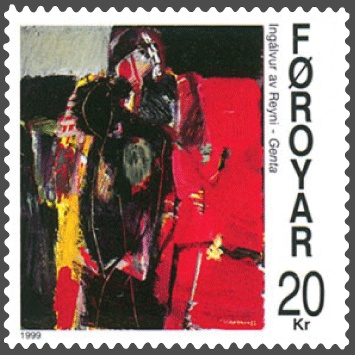
Genta (Mädchen), 1986, 80×65 cm, im Besitz des Künstlers.

1958 reiste er zusammen mit dem Landsmann und Künstlerkollegen Hans í Mikladali zu einer ersten Studienfahrt nach Paris, das er 1973 und 1979 wieder besuchte. Die drei Parisaufenthalte gelten allgemein als seine wichtigsten Auslandsreisen.
Eine Sonderausstellung in Tórshavn 1961 war bahnbrechend – hier wurde zum ersten Mal eine direkt abstrakte Auffassung der Natur gezeigt. Die Gemälde hatten Namen wie Kurpali (Unordnung) und Sjón í fuglaeyga (Sicht vom Vogelauge). Diese Ausstellung kündigte nicht auf einmal den Umschwung zur nonfigurativen Kunst an – Ingálvur av Reyni beschäftigte sich in den 1960er und Anfang der 1970er Jahre mit dem Landschaftsmotiv wie nie zuvor, wenn auch sehr abstrahiert, insbesondere mit dem zentralen Thema Ortschaft am Meer. Die Farbhaltung wechselt vom Flammen der starken klaren Farben über helle, keineswegs trockene Grautöne bis hin zum tiefschwarzen Register.
Eine Serie an Werken aus den 1970er Jahren besteht aus Abstraktionen über Figurengruppen und trägt Titel wie Mädchen und Menschen am Meer – so eine Trilogie im Besitz des färöischen Kunstmuseums. In den letzten Jahren ist Ingálvur av Reyni überwiegend abstrakter Maler gewesen, wenn dieser Ausdruck für nonfigurative Kunst verwendet werden kann, die auf den Klängen und Strukturen der Natur aufbaut. In seinen breit gemalten, in der Regel großen und resoluten Kompositionen bricht das Kunstwerk sich von innen heraus Bahn. Warme Erdfarben glimmen aus den unteren Lagen, brodeln bei der Berührung mit kalten grauen Farbflächen und stecken andere in Brand. Das Drama besteht im Kampf der Farben und den dynamischen Bewegungen der Pinselstriche. Der Rhythmus wird mitunter durch das Kratzen des Pinselstiels in der dicken, von Firnis glänzenden Farbschicht markiert. Dies ist konkrete Malerei.
Am 21. September 2004 wurde gemeldet, dass das Bild Vildbrænding, hærgende storm in die Sammlung des Staatlichen Kunstmuseums in Kopenhagen aufgenommen wird. Die färöische Zeitung Sosialurin nennt das eine große Ehre und Anerkennung nicht nur für Ingálvur, sondern für die färöische Kunst insgesamt.

## Der Grafiker

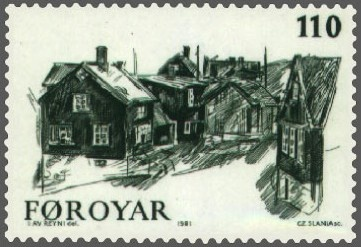
Das alte Tórshavn – Briefmarkenserie von 1981

Ingálvur av Reyni ist auch ein hervorragender Zeichner. Die Stadt mit den Häusern um den Hafen, die Schiffe und Boote sowie die Menschen auf der Straße – insbesondere die alten Einwohner der Stadt – sind seine bevorzugten Motive. Sein Vermögen, Physiognomien in einem einzigen geschlossenen Strich festzuhalten, ist beeindruckend. Doch seine vielen Reisen zu den europäischen Zentren der Kunst haben ihn auch zu Zeichnungen von Figuren und Gruppen in Menschenmengen, Interieurs und Straßenbildern veranlasst. Die Zeichnungen zeigen einen ausgesprochen künstlerischen Sinn für eine präzise Charakteristik. Doch obwohl die Zeichnungen in diesen genannten Fällen figurativer und erzählerischer sind als die Gemälde, ist das Motiv den Notwendigkeiten des Strichs und der strengen geschlossenen Form unterworfen. In vielen Fällen hat er auch nonfigurative Zeichnungen ausgeführt.
Ingálvur av Reyni gestaltete bisher zehn Briefmarken des Postverk Føroya (vier weitere dokumentieren eine Auswahl seiner Gemälde, siehe Wikimedia Commons) und mehrere Geldscheine der Färöer. Letztere Ehre wurde sonst nur noch Janus Kamban und zuletzt Zacharias Heinesen zu teil.